# Lijst van voetbalinterlands Burundi - Nigeria
Deze lijst van voetbalinterlands is een overzicht van alle officiële voetbalwedstrijden tussen de nationale teams van Burundi en Nigeria. De landen hebben tot op heden twee keer tegen elkaar gespeeld. De eerste ontmoeting, een kwalificatiewedstrijd voor de Afrika Cup 2000, werd gespeeld in Abeokuta op 23 januari 1999. Het laatste duel, een groepswedstrijd tijdens de Afrika Cup 2019, vond plaats op 22 juni 2019 in Alexandrië (Egypte).

## Wedstrijden
| № | Plaats     | Datum           | Competitie                   | Wedstrijd         | Uitslag |
| - | ---------- | --------------- | ---------------------------- | ----------------- | ------- |
| 1 | Abeokuta   | 23 januari 1999 | Afrika Cup 2000 kwalificatie | Nigeria − Burundi | 2 − 0   |
| 2 | Alexandrië | 22 juni 2019    | Afrika Cup 2019              | Nigeria − Burundi | 1 − 0   |

## Samenvatting
| Competitie              | Totaal gespeeld | Winst Burundi | Gelijk | Winst Nigeria | Doelsaldo Burundi – Nigeria |
| ----------------------- | --------------- | ------------- | ------ | ------------- | --------------------------- |
| Afrika Cup              | 1               | 0             | 0      | 1             | 0 − 1                       |
| Afrika Cup-kwalificatie | 1               | 0             | 0      | 1             | 0 − 2                       |
| Totaal                  | 2               | 0             | 0      | 2             | 0 − 3                       |

Wedstrijden bepaald door strafschoppen worden, in lijn met de FIFA, als een gelijkspel gerekend.